# Lính Lê dương La Mã

Lính Lê dương La Mã là những người lính chuyên nghiệp trong quân đội La Mã cổ đại sau những cải cách của Marius năm 107 TCN. Lính Lê dương La Mã phải là công dân La Mã dưới 45 tuổi. Họ sẽ được tuyển vào một quân đoàn La Mã trong một thời hạn quân dịch là 25 năm, một sự thay đổi so với trước đó là các người lính chỉ được gọi khi La Mã gặp các cuộc xung đột quân sự. Mục đích chính của họ là chiến đấu, nhưng cũng có nhiệm vụ xây dựng cơ sở hạ tầng cho Đế quốc La Mã và đóng vai trò như lực lượng cảnh sát của các tỉnh lỵ. Họ xây dựng những dự án công như tường thành, cầu, đường. Năm năm cuối, khi họ đã là các chiến binh kỳ cựu sẽ nhận các nhiệm vụ nhẹ nhàng hơn. Khi nghỉ hưu, lính Lê dương La Mã sẽ được nhận 1 mảnh đất hoặc 1 lượng tiền có giá trị tương đương và thường trở thành thành viên có sức ảnh hưởng chính trị trong xã hội.
Khi hành quân trên các địa hình phức tạp, lính Lê dương cần phải mang theo áo giáp (lorica segmentata), khiên (scutum), nón sắt (galea), hai giáo phi (1 giáo nặng pilum và một giáo nhẹ), một đoản đao (pugio), một cặp Sandal nặng (Caligae), một túi đồ Sarcina, mười bốn ngày lương thực, một túi da đựng nước, đồ dùng nấu ăn, hai cái cọc (Sudes murale) để xây dựng lũy, một cái xẻng hoặc cái túi đan bằng liễu gai.

## Huấn luyện

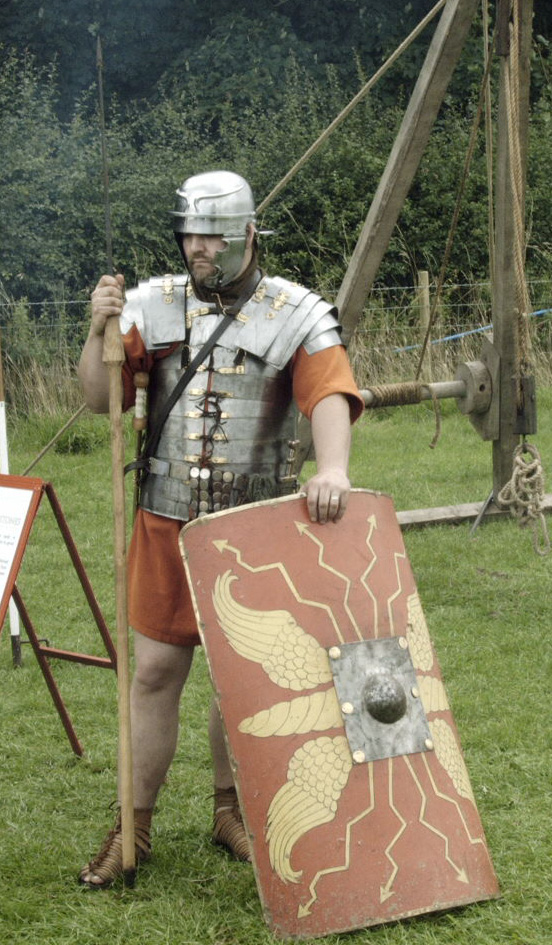
Lính Lê dương, thế kỷ thứ Nhất công nguyên

Lính Lê dương được huấn luyện rất chặt chẽ và khắc nghiệt; kỷ luật là nền tảng cho thành công của cả quân đội và những người lính phải tuân theo một chế độ huấn luyện liên miên và khắc nghiệt với vũ khí đặc biệt là trong cách hành quân: họ bị ép buộc phải luôn mang theo số quân trang lớn nhất di chuyển trong một đội hình khít thường xuyên. Kỷ luật là quan trọng nhất và mọi sự vi phạm đều sẽ bị trừng trị rất nặng bởi các sĩ quan chỉ huy. (xem thêm kỷ luật và các hình thức trừng phạt trong Quân đoàn la Mã)
Các quân đoàn thường chỉ huấn luyện Lính Lê dương, các loại quân khác được huấn luyện ở các trường địa phương. Việc huấn luyện thực hiện ngay tại nơi đóng quân. Binh lính được huấn luyện các kỹ năng chủ yếu sau:
:

### Bơi lội
Mọi lính mới đều phải biết bơi, đó là kỹ năng rất cần thiết nếu trên đường hành quân gặp sông mà không có cầu hoặc sông bất ngờ dâng nước và chảy xiết do mưa. Ngoài ra bơi lội còn hữu ích trong sinh hoạt hàng ngày như tắm rửa. Không những chỉ có lính lê dương mà kể cả lính trợ chiến, kỵ binh, nô lệ, tạp dịch...cũng được huấn luyện để sử dụng trong trường hợp cần thiết.

### Đánh kiếm
Tất cả lính La mã đều phải tập kiếm với một thanh kiếm gỗ nặng gấp đôi kiếm thật (Gladius), điều này giúp cho anh ta có thể sử dụng kiếm thật khi giáp chiến một cách nhanh nhẹn, mạnh mẽ và có độ chính xác cao hơn. Ngoài cách sử dụng kiếm, họ phải nắm vững các kỹ năng di chuyển: tiến, lùi và tận dụng mọi cơ hội để hạ đối thủ. Tập kiếm gắn liền với tập sử dụng khiên và một điều tối quan trọng phải ghi nhớ là "không được sơ hở khi tìm cách đâm đối phương". Người La Mã thường hay khuyến khích binh lính đâm thay vì chém. Động tác đâm thực hiện nhanh chóng hơn trong khi khả năng sát thương cao tương đương với chém. Một lý do khác là khi đâm, binh lính có thể phòng thủ phần cơ thể đằng trước tốt hơn chém.

### Bắn cung, ném đá và phóng lao
Ngoài đánh kiếm, tân binh được huấn luyện cách sử dụng cung, ném đá và phóng lao. Phóng lao là kỹ thuật chiến đấu rất quan trọng vì cách đánh của lính lê dương thường là ném lao rồi rút gladius xông vào giáp chiến (khi ra chiến trường một lính lê dương thường mang ít nhất hai và đôi khi tới năm ngọn lao gắn trên khiên). Lao sử dụng khi huấn luyện cũng nặng hơn lao dùng khi đánh trận. Ngoài ra tất cả còn phải được tập kỹ năng ném đá bằng dây (sling), vì nó tương đối dễ dàng nên việc huấn luyện không được thực hiện kỹ lưỡng lắm. Tất cả quân đội cổ đại đều có loại quân ném đá, La Mã cũng không phải là ngoại lệ và nó tỏ ra rất hữu dụng trong một số trận đánh. Những người phù hợp được huấn luyện nâng cao về bắn cung. Tất cả các kỹ năng này sẽ trở nên rất quan trọng, thậm chí có ý nghĩa sống còn trong nhiều trường hợp cả trong phòng thủ lẫn tấn công, đặc biệt là lúc không tìm ra vũ khí phù hợp...

### Khuân vác
Những kỹ năng quan trọng khác mà cả tân binh lẫn cựu binh đều phải thường xuyên luyện tập chính là chất xếp, bốc dỡ đồ đạc trên lưng la và ngựa, trong huấn luyện, người ta sử dụng ngựa gỗ. Nhiều trận chiến được quyết định bằng tốc độ bốc dỡ quân trang để chuẩn bị của binh lính. Ngoài ra cách đóng gói, xếp dỡ quân trang quân dụng cũng góp phần nâng cao tốc độ hành quân. Trọng lượng thông thường một người lính phải mang là 22 – 27 kg quân trang chưa kể áo giáp, vũ khí, khiên mang trên người trên suốt cuộc hành quân. Điều này khiến cho trong các cuộc hành quân khó khăn, như là đi qua một dãy núi hẹp chẳng hạn, quân đội không bị phụ thuộc vào các phương tiện chuyên chở khác đồng thời cải thiện tốc độ hành quân vì có thể tách rời bộ phận hậu cần. Do thường xuyên phải mang nặng khi tập luyện nên việc này không quá khó khăn đối với lính lê dương La Mã.

### Khác

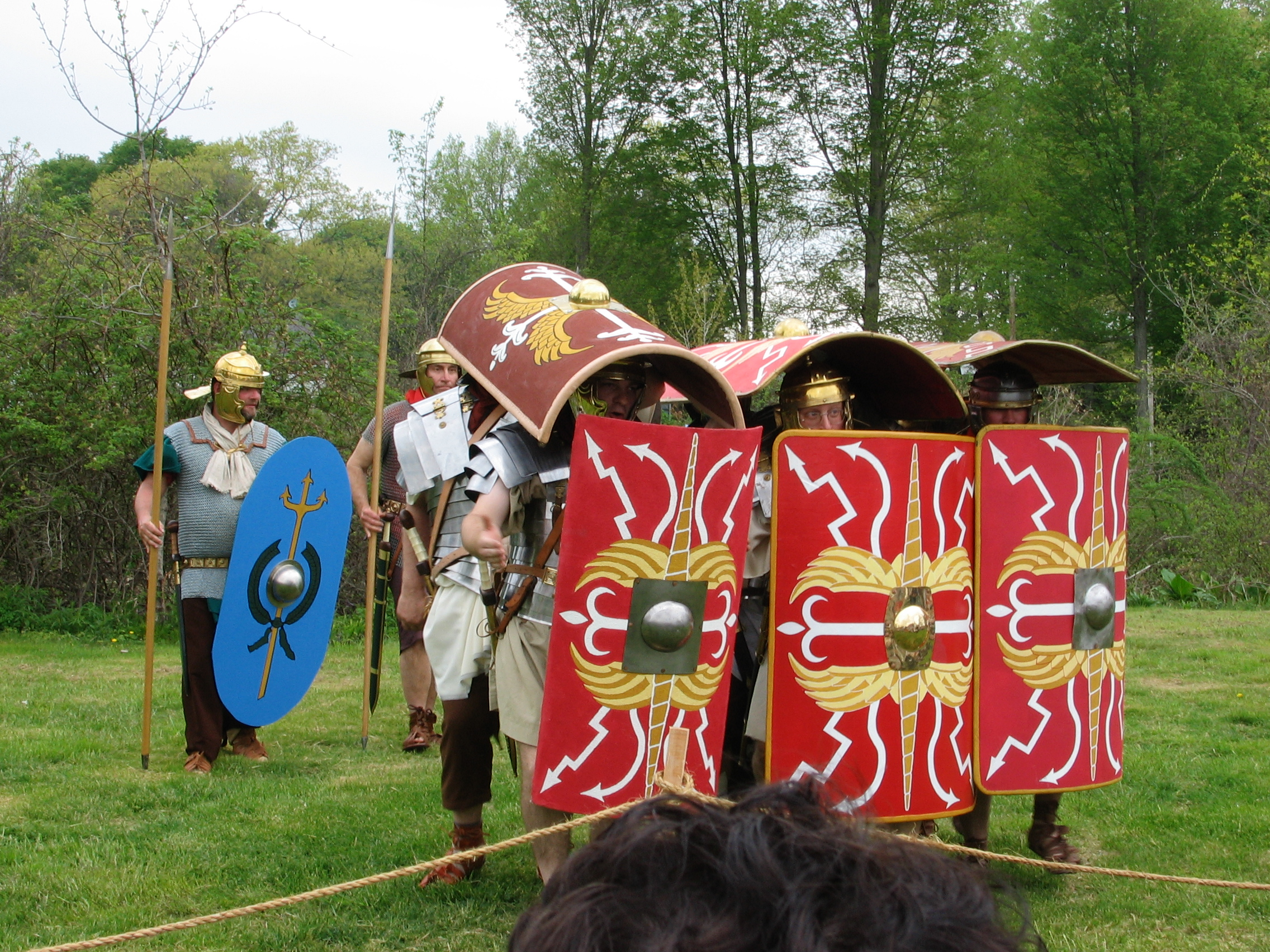
Đôi hình mai rùa testudo trông như thế này khi đã thiết lập xong.

Một số kỹ năng khác cũng quan trọng mà lính lê dương cũng phải luyện tập là sắp xếp đội hình (trong đó có đội hình mai rùa - Testudo formation để chống lại sự tấn công bằng cung tên nổi tiếng của La Mã), cách di chuyển, hành quân, xây dựng doanh trại...trong mọi thời tiết và bất kể ngày đêm. Gian khổ và khó khăn, La Mã yêu cầu mọi người lính khi ra trận tiền không những chỉ có lòng can đảm cùng kỹ năng chiến đấu tốt mà còn phải trở nên toàn diện, láu cá và một chút thông minh.

## Kỷ luật
Kỷ luật của các quân đoàn La Mã nói riêng và cả quân đội La Mã nói chung vô cùng khắc nghiệt. Quy tắc đề ra luôn phải được tuân thủ một cách nghiêm ngặt, binh lính vi phạm sẽ bị trừng phạt rất nặng. Nhiều lính Lê Dương rất sùng bái nữ thần kỷ luật Disciplina, lẽ sống của họ là cần kiệm, nghiêm khắc với bản thân và lòng trung thành tuyệt đối.
Xem thêm một số hình phạt dành cho người vi phạm kỷ luật

## Trang phục

### Thời kỳ đầu

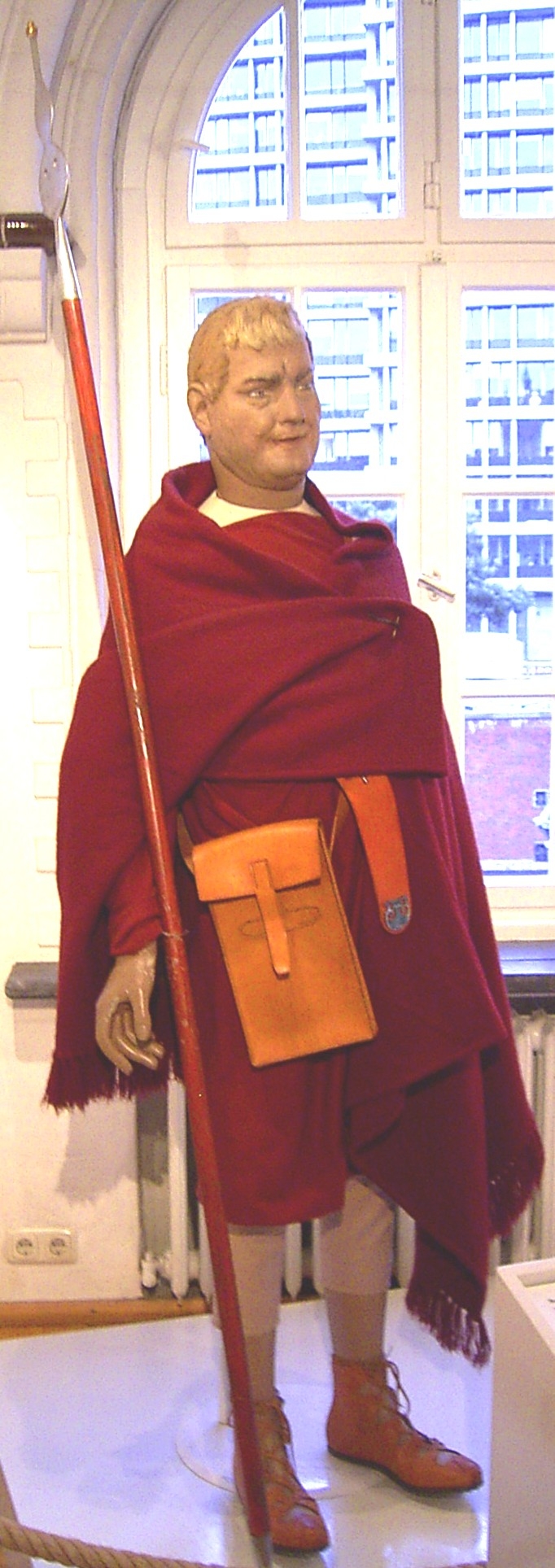
Quân phục (không mặc giáp) của một Lính lê dương và cả các sĩ quan cao cấp

Khi không mặc áo giáp, binh sĩ La Mã mặc áo và khoác áo choàng, đúng hơn là một tấm vải choàng lên người. Áo choàng có màu đỏ thẫm tượng trưng cho máu. Khi mặc áo này họ không được phép bước vào các đền thờ, trường hợp đã lỡ bước vào, phải cởi ra và đốt bỏ ngay lập tức nhằm xoa dịu sự giận dữ của các vị thần.
Ở doanh trại cũng như ở nhà, binh sĩ có quyền mặc đồ bình thường hoặc áo không tay, váy màu vàng nhạt in hình một con đại bàng màu đen và có dòng chữ "Legio".

### Thời kỳ sau
Trang phục chính vẫn là áo khoác, áo choàng nhưng cởi mở hơn và không nhất thiết phải có màu đỏ.

## Những người được miễn quân vụ
Trong hàng ngũ ngoài các bộ binh nặng còn có các immunes, những người lính đặc biệt với vai trò phục vụ như các kỹ sư, thợ mộc, và thầy thuốc. Tất cả những người này đề có cùng một chế độ huấn luyện với các bộ binh nặng và sẽ bị kêu ra trận nếu cần thiết. Họ được miễn những nhiệm vụ thông thường và có mức lương cao hơn các người lính còn lại.

## Những người lính cũng có tên Lê dương
Lính lê dương còn là từ được chỉ thành viên của các Lê dương khác như là Lê dương Pháp, Lê dương Tây Ban Nha, Lê dương Ba Lan. Thành viên của các lê dương hiện đại này thường được gọi là các légionnaires, từ gốc Pháp cho Lê dương. Từ này còn được dùng cho nhóm cực tả bán quân sự România, các Vệ binh Sắt.